# 390 Alma
390 Alma eller 1894 BC är en asteroid i huvudbältet, som upptäcktes 24 mars 1894 av den franske astronomen Guillaume Bigourdan. Den är uppkallad efter floden Alma på Krimhalvön.
Asteroiden har en diameter på ungefär 25 kilometer.